# کچکمت
کِچکِمِت (به مجاری: Kecskemét) مرکز استان باچ-کیش‌کون در کشور مجارستان واقع شده‌است. جمعیت این شهر ۱۰۹٫۸۴۷ نفر است.

## نگارخانه

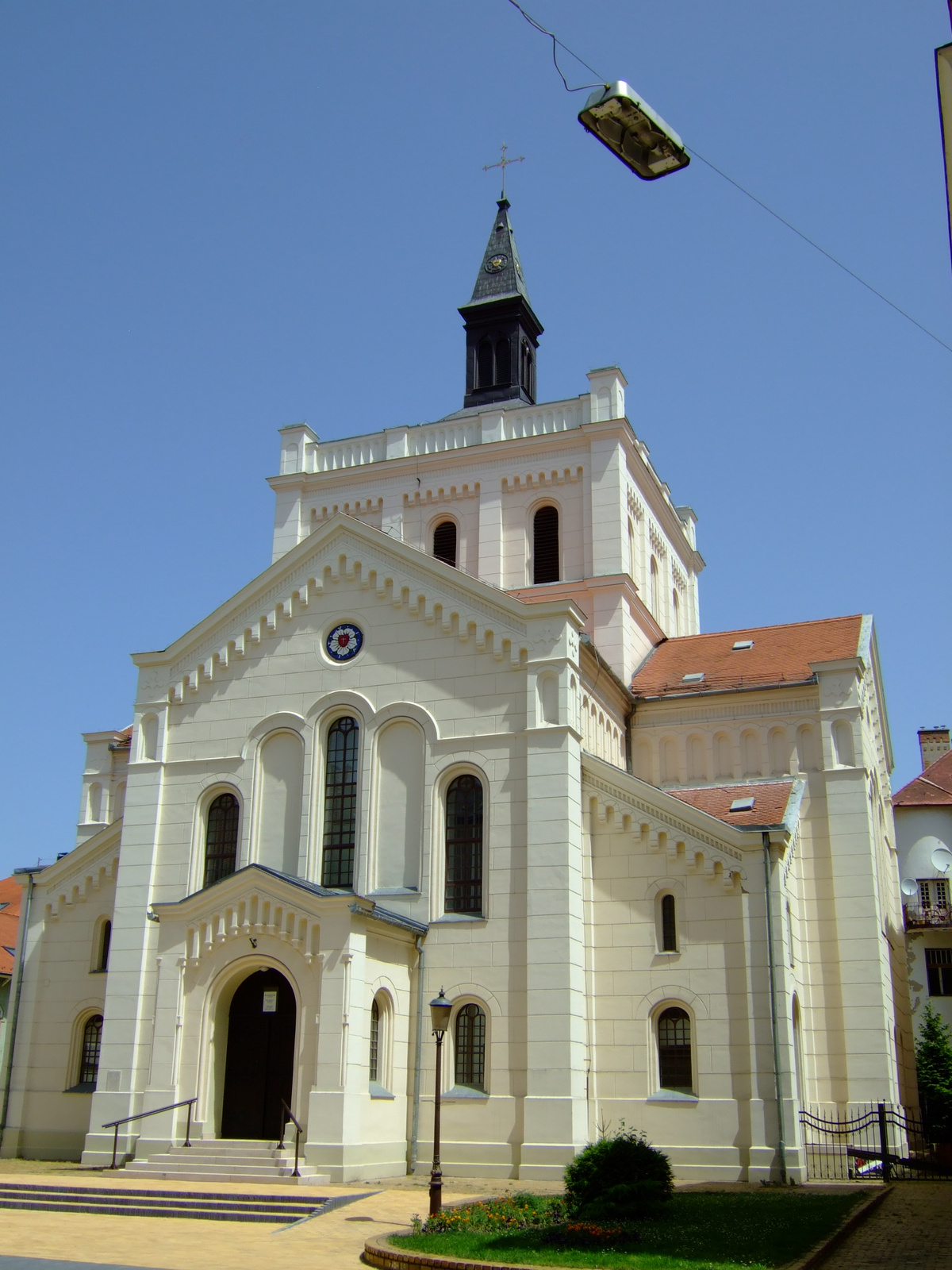
کلیسای لوتریانیسم
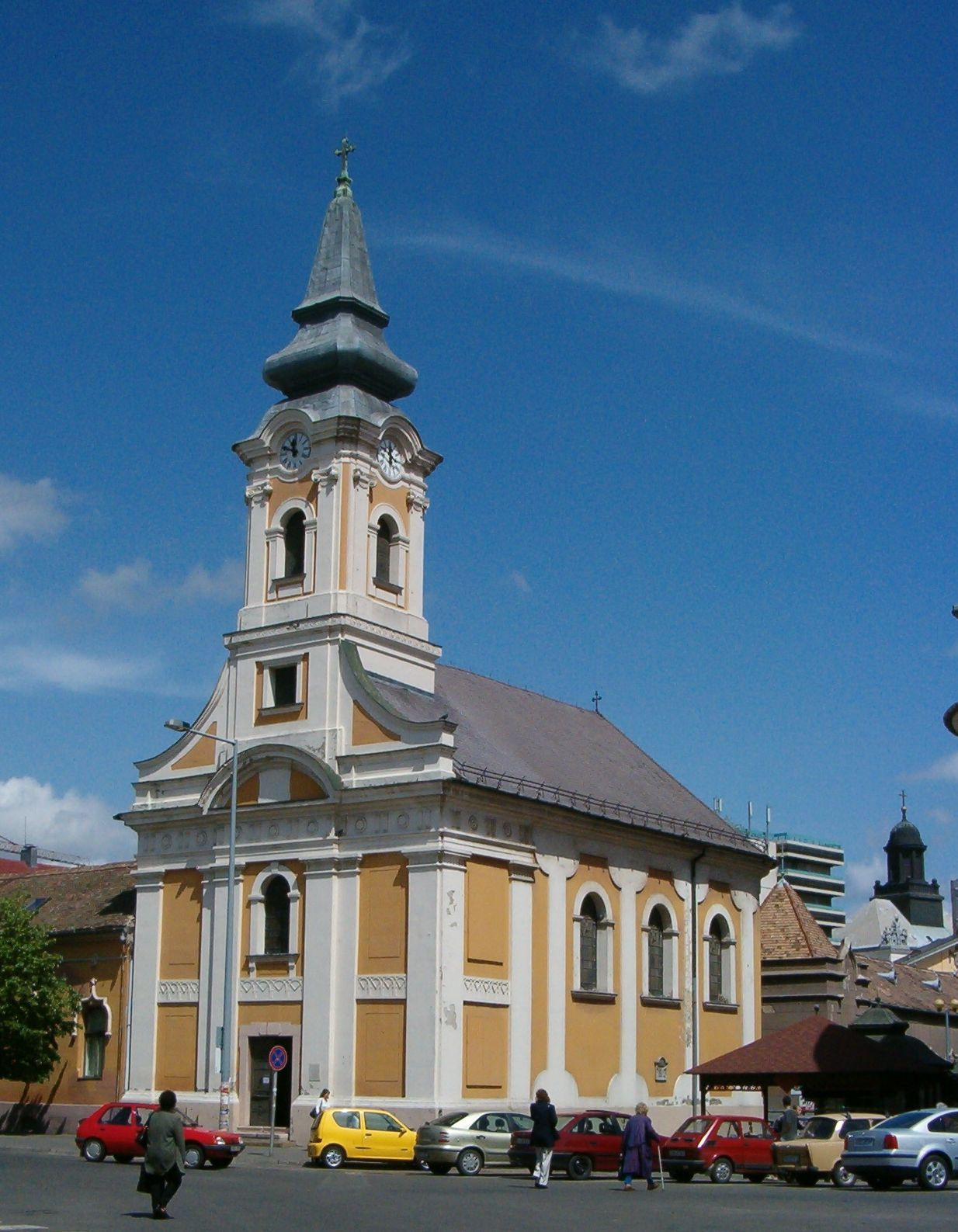
کلیسای ارتدوکس